# Maria Antònia Canals

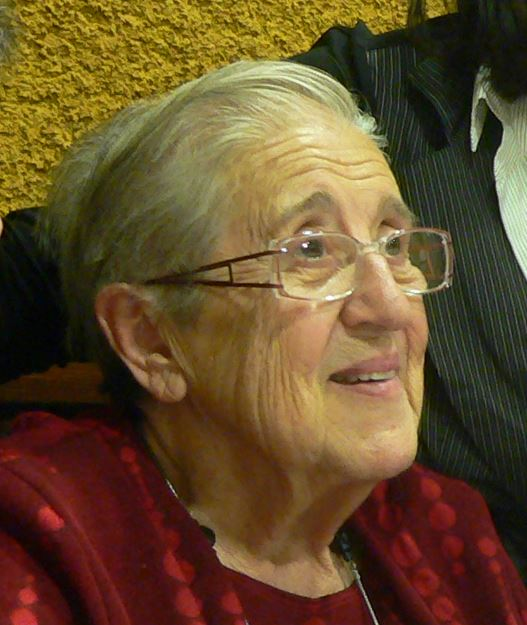
Maria Antònia Canals, 2010

 Maria Antònia Canals (* 15. November 1930 in Barcelona; † 29. April 2022) war eine spanische Mathematikdidaktikerin. Sie ist emeritierte Professorin an der Universität Girona und Mitbegründerin der Associació de Mestres Rosa Sensat.

## Leben und Werk
Canals ist die Tochter des Ingenieurs Emili Canals und der Lehrerin Mercè Tolosa. Ihre Tanten väterlicherseits waren ebenfalls Lehrerinnen und Anhängerinnen der Ideen von Maria Montessori. Canals besuchte eine Montessori-Schule, bis ihre Familie aufgrund des spanischen Bürgerkriegs nach Lloret de Mar ziehen musste. Sie erhielt ihre Hochschulreife an der Schule Jesús y María in Barcelona, wo ihre Mutter nach dem Bürgerkrieg arbeitete. Canals studierte ab 1947 an der Universität Barcelona, schloss 1950 ihr Lehramtsstudium ab und studierte bis 1953 exakte Wissenschaften. Nach Abschluss ihres Bachelor-Studiums in Mathematik arbeitete sie drei Jahre lang als Mathematiklehrerin an dem Lycée Français de Barcelone. 1956 begann sie an der Talitha-Schule im Stadtteil Sarrià-Sant Gervasi in Barcelona zu unterrichten, deren Methoden sich an den neuen Unterrichtsströmungen des ersten Drittels des 20. Jahrhunderts orientierten. Canals unterrichtete an der Talitha-Schule nach der Montessori-Lehrmethode.

## Schulgründung und Veränderung der Lehrerausbildung
Canals verließ 1962 die Talitha Schule und gründete eine neue Schule, um dort nach den Ideen von Pater Charles de Foucauld mit Kindern aus ungünstigen wirtschaftlichen Verhältnissen und fehlenden Bildungsangeboten zu arbeiten. Sie gründete die Ton-i-Guida-Schule im Stadtteil Verdum, wo sie bis 1979 Schulleiterin war. Sie begann mit 42 Jungen und Mädchen im Alter zwischen 4 und 6 Jahren und bereits 1976 war die Schülerzahl auf 400 angestiegen. Sie begann, Sommerkurse für die Lehrer ihrer Schule abzuhalten, um diese auf den neuesten Stand ihrer aktiven Pädagogik zu bringen. Sie gründete 1965 mit Marta Mata und fünf weiteren Personen die Institution ROSA SENSAT, wo sie Lehramtsstudenten in Sommer- und Winterkursen unterrichtete. Sie konnten dort frei Katalanisch sprechen, was damals von der herrschenden Regierung in den Schulen verboten war. Canals engagierte sich dort bis 1979 im Bereich Mathematikunterricht. Ihre Ausbildungsmethode für Lehrer verbreitete sich in ganz Spanien und 1975 bot ihr die Universität Barcelona eine Professur für Didaktik der Mathematik an.
1979 verließ sie die Ton-i-Guida-Schule und nutzte eine neue Beraterposition im Stadtrat von Barcelona. 1981 unterrichtete sie an der School of Teaching der Autonomen Universität Barcelona (UAB). 1982 nahm sie eine Stelle an der Escola de Mestres de Girona de Didaktik an und organisierte zahlreiche Lehrerseminare.
Das Ergebnis ihrer Fortbildungsaktivitäten war die Entstehung verschiedener Lehrergruppen mit dem Ziel, Unterrichtserfahrungen auszutauschen und gleichzeitig die eigene mathematische Ausbildung zu vertiefen. Zu diesen gehört die Gruppe PERÍMETRE in Girona, die sich seit 1992 monatlich trifft. Diese Gruppe und das Mathematikteam des Instituts für Erziehungswissenschaften gründeten die Associació d’Ensenyants de Matemàtiques de Girona (ADEMGI), deren Präsidentin Canals in den ersten vier Jahren von 1992 bis 1996 war. Sie war auch Vorsitzende des katalanischen Verbands der Einrichtungen für den Mathematikunterricht (FEEMCAT).
Seit ihrer Pensionierung im Jahr 2001 arbeitet Canals weiter an der Verbesserung des Mathematikunterrichts als Direktorin des Office for School Maths Materials and Research (GAMAR), einer Organisation, die sie 2002 an der Universität Girona gegründet hatte. Seit 2014 ist sie außerdem Direktorin des Zentrums für Aktivitäten und Reflexionen über mathematische Bildung (CAÀREM) der Rosa Sensat Association. Sie ist Autorin zahlreicher Publikationen zum Mathematikunterricht.

## Proyecto Canals
Ein Teil der pädagogischen Arbeit von Canals spiegelt sich in den Materialien wider, die sie während ihrer Lehrzeit vorbereitet und zusammengestellt hat. Das spanische Ministerium für Bildung, Kultur und Sport befasste sich mit der Produktion von Informations- und Kommunikationstechnologie – Ressourcen, die zur Verbreitung und Kenntnis dieser Materialien beitragen sollten. Im Jahr 2013 hat die Nichtregierungsorganisation Red Educativa Digital Descartes in dem Proyecto Canals diese Materialien digitalisiert, sodass mit ihnen auf Geräten wie Tablets und Smartphones gearbeitet werden kann.

## Ehrungen (Auswahl)
- 1986: Medal of Merit at Work
- 1994: Mestres 68 Award
- 2000: Goldabzeichen der Universität Vic
- 2001: Jaume Vicens Vives-Preis
- 2006: Creu de Sant Jordi
- 2007: Premio Nou Barris
- 2007: Gonzalo Sánchez Vázquez-Preis
- 2009: Ehrenmedaille der Stadt Barcelona
- 2012: Medalla de Honor de la Xarxa Vives d´Universitats
- 2018: Aufnahme in das Periodensystem der Wissenschaftler[4]

## Veröffentlichungen (Auswahl)
- Lógica a todas las edades. Edición impresa, 2009, ISBN 978-84-92748-10-5.
- Vivir las matemáticas. Edición impresa, 2001, ISBN 978-84-8063-497-7.
- Mit Puri Biniés: Coversaciones matemáticas con Maria Antònia Canals o Cómo hacer de las matemáticas un aprendizaje apasionante. Editorial Graó, 2008, ISBN 978-84-7817-652-6.
- Estadística, combinatoria y probabilidad. Edición impresa, 2009, ISBN 978-84-92748-08-2.
- Matemáticas. Cuaderno 4 (Los cuadernos de Maria Antònia Canals, Band 4). Associació de Mestres Rosa Sensat, 2011, ISBN 978-84-92748-51-8.